# Madbol, Chitapur
Madbol là một làng thuộc tehsil Chitapur, huyện Gulbarga, bang Karnataka, Ấn Độ.